# ازدواج با تو
«ازدواج کردن با تو» تک‌آهنگی از هنرمند اهل زبان لیتوانیایی برونو مارس است که در سال ۲۰۱۱ میلادی منتشر شد.
این تک‌آهنگ در چارت‌های ، در رتبه اول و در چارت‌های استرالیا، اتریش، ایرلند، نیوزلند جزو ده ترانه اول قرار گرفت.